# Verena Münker
Verena Münker (* 2. Februar 1988 in Wesel als Verena van der Linde) ist eine deutsche Dressurreiterin aus Wesel.
Verena Münker ist die Tochter der Reitsportler Monika und Antonius van der Linde sowie die Schwester der Dressurreiterin Carolin van der Linde. Im März 2018 heiratete sie Tobias Münker.

## Werdegang
2000 konnte sie den Liselott-Rheinberger-Nachwuchsförderpreis im Pony-Dressurreiter gewinnen. Es folgten zwei Platzierungen bei den Rheinischen sowie Deutschen Jugendmeisterschaften.
Mit dem Umstieg auf das Groß-Pferd begann die Zusammenarbeit mit Reitmeister Johann Hinnemann. Mit ihrem Pferd Mitchell wurde Münker in den Bundeskader der Junioren aufgenommen. 2005 gewann sie die Rheinischen Meisterschaften der Junioren und wurde 2006 deutsche Vizemeisterin. Im gleichen Jahr nahm sie mit der deutschen Auswahl bei der Europameisterschaft im österreichischen Stadl-Paura teil und konnte in der Mannschaftswertung sowie in der Einzelwertung  die Silbermedaille gewinnen.
2007 wechselte Münker in die Junge Reiter Klasse. Zusammen mit Kristina Bröring-Sprehe konnte sie bei der Europameisterschaft in Nussloch die Silbermedaille gewinnen.
Münker ist Trägerin des goldenen Reitabzeichen.

## Pferde
aktuelle Turnierpferde
- Dschibuti[7] (* 2006) braune Hannoveraner Stute, Vater: Dancier, Muttervater: Prince Thatch, Zuchtstätte: Angela Fitschen in Scheeßel
- For Fantasy[8] (* 2014) Hannoveraner Fuchsstute, Vater: Fürst Nymphenburg I, Muttervater: Lauris Crusador xx

ehemalige Turnierpferde
- Mitchell[9] (* 1994) braune niederländische Stute, Vater: Inspekteur, Muttervater: Zonneglans
- Robin Hood[10] (* 1992) Isabell Ponywallach, Vater Red Ro. Voltaire, Muttervater: Desteny

## Wichtige Erfolge
- 2000:  Bundesnachwuchschampionat der Ponyreiter: 1. Platz[11]
- 2005: Rheinische Meisterschaften Langenfeld: 1. Platz (Gold)
- 2006: Deutsche Meisterschaften Fröndenberg: 2. Platz (Silber)[4]
- 2006: Europameisterschaft Stadl-Paura (Junioren): 2. Platz (Silber) mit der Mannschaft, 1. Platz in der Kür-Qualifikation, 2. Platz (Silber) im Einzel (Kür)[12][13][4]
- 2007: Preis der Zukunft Halle Münsterland: 2. Platz[14]
- 2007: Europameisterschaften Nußloch (Junge Reiter): 2. Platz (Silber) mit der Mannschaft, 4. Platz in der Einzelwertung, 7. Platz in der Kür[15]
- 2017: im Zuge Rheinische Meisterschaften Langenfeld: Prix St. Georg: 2. Platz, S** Kür 1. Platz[16]
- 2017: Vreschen-Bokel, S*** 1. Platz[17]
- 2018: Essen-Heidhausen: S*** 1. Platz[17]
- 2019: Troisdorf: S*** 2. Platz, S*** Kür 1. Platz[18]
- 2020: Reitverein St Georg Münster: S*** Kurz Grand Prix 1. Platz
- 2020: CDN*** Haus Rott: S*** Kurz Grand Prix 4. Platz
- 2020: diverse Platzierungen in Jungpferdeprüfungen